# Kamienica Orłowskich w Gdyni
Kamienica Orłowskich – kamienica w Gdyni, w Śródmieściu, przy ulicy Świętojańskiej, modernistyczna, wzniesiona w 1936 według projektu Zbigniewa Kupca, wpisana do rejestru zabytków w 1983.
Kamienica została zbudowana w 1936 przez Albina i Mariannę Orłowskich, obywateli Stanów Zjednoczonych. Na dolnych kondygnacjach mieściła dom towarowy "Bon Marche" (tłum. dobry rynek, lub dobry interes) paryskiej sieci o tej samej nazwie. W latach powojennych zlokalizowana tam była Spółdzielnia Pracy Usług Motoryzacyjnych, zaś od 1957 miejscowy Klub Międzynarodowej Prasy i Książki, który w 1991 przekształcono w Empik.